# Rallye Dakar 2014

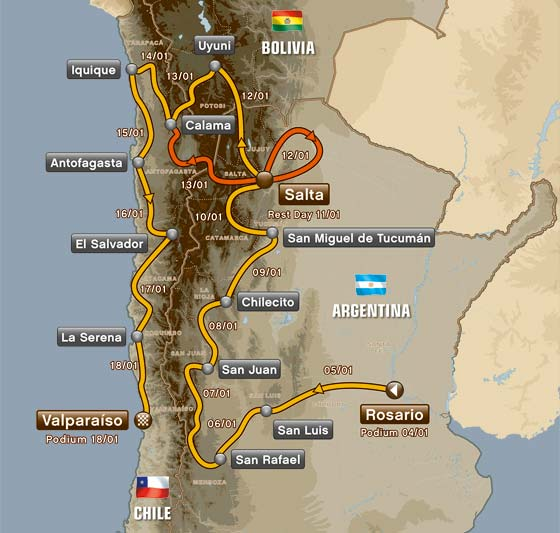
Streckenverlauf der Rallye Dakar 2014

Die Rallye Dakar 2014 (Argentina-Bolivia-Chile) war die 36. Austragung der Rallye Dakar und die 35., die tatsächlich ausgefahren wurde. Sie fand zum sechsten Mal in Folge in Südamerika statt. Die Rallye begann am 5. Januar 2014 in Rosario, Argentinien und endete nach 13 Etappen am 18. Januar in Valparaíso, Chile. Die Motorräder legten in dieser Zeit ca. 8700 km zurück, während die Autos über 9300 km zurücklegten. Erstmals gab es auch ein Etappenziel in Bolivien. Es ist das 28. Land, das von der Rallye Dakar durchfahren wurde.
Insgesamt gingen 431 Fahrzeuge an den Start, davon 174 Motorräder, 40 Quads, 147 Autos und 70 Trucks.

## Etappen
In der 7. und 8. Etappe trennte sich die Streckenführung. Die Motorräder und Quads fuhren erstmals ein Etappenziel in Bolivien an, während die Autos und Trucks in Argentinien blieben.
| Etappe        | Datum         | Von                   | Nach                  | Motorräder / Quads | Motorräder / Quads | Motorräder / Quads | Autos      | Autos   | Autos   | Trucks     | Trucks  | Trucks  |
| Etappe        | Datum         | Von                   | Nach                  | Verbindung         | Wertung            | Gesamt             | Verbindung | Wertung | Gesamt  | Verbindung | Wertung | Gesamt  |
| ------------- | ------------- | --------------------- | --------------------- | ------------------ | ------------------ | ------------------ | ---------- | ------- | ------- | ---------- | ------- | ------- |
| 1             | 5. Januar     | Rosario               | San Luis              | 629                | 180                | 809                | 629        | 180     | 809     | 629        | 180     | 809     |
| 2             | 6. Januar     | San Luis              | San Rafael            | 365                | 359                | 724                | 365        | 433     | 798     | 365        | 400     | 765     |
| 3             | 7. Januar     | San Rafael            | San Juan              | 292                | 373                | 665                | 295        | 301     | 596     | 295        | 301     | 596     |
| 4             | 8. Januar     | San Juan              | Chilecito             | 210                | 353                | 563                | 211        | 657     | 868     | 211        | 657     | 868     |
| 5             | 9. Januar     | Chilecito             | San Miguel de Tucumán | 384                | 527                | 911                | 384        | 527     | 911     | 384        | 527     | 911     |
| 6             | 10. Januar    | San Miguel de Tucumán | Salta                 | 64                 | 400                | 464                | 270        | 424     | 694     | 394        | 156     | 550     |
|               | 11. Januar    | Salta                 | Salta                 | Ruhetag            | Ruhetag            | Ruhetag            | Ruhetag    | Ruhetag | Ruhetag | Ruhetag    | Ruhetag | Ruhetag |
| 7             | 12. Januar    | Salta                 | Salta / Uyuni         | 373                | 409                | 782                | 230        | 533     | 763     | 230        | 525     | 755     |
| 8             | 13. Januar    | Salta / Uyuni         | Calama                | 230                | 462                | 692                | 510        | 302     | 812     | 510        | 302     | 812     |
| 9             | 14. Januar    | Calama                | Iquique               | 29                 | 422                | 451                | 29         | 422     | 451     | 29         | 422     | 451     |
| 10            | 15. Januar    | Iquique               | Antofagasta           | 58                 | 631                | 689                | 58         | 631     | 689     | 58         | 631     | 689     |
| 11            | 16. Januar    | Antofagasta           | El Salvador           | 144                | 605                | 749                | 144        | 605     | 749     | 144        | 605     | 749     |
| 12            | 17. Januar    | El Salvador           | La Serena             | 349                | 350                | 699                | 349        | 350     | 699     | 349        | 350     | 699     |
| 13            | 18. Januar    | La Serena             | Valparaíso            | 378                | 157                | 535                | 378        | 157     | 535     | 378        | 157     | 535     |
| Gesamtstrecke | Gesamtstrecke | Gesamtstrecke         | Gesamtstrecke         | 3506               | 5228               | 8734               | 3852       | 5522    | 9374    | 3976       | 5212    | 9188    |

## Etappenergebnisse

### 1. Etappe
Robby Gordon, der zum Favoritenkreis der Auto-Wertung zählte, hatte nach der ersten Etappe schon über zwei Stunden Rückstand, nachdem sich Dampfblasen im Benzinsystem gebildet hatten.
| Rang | Motorräder        | Motorräder | Motorräder | Motorräder | Quads             | Quads  | Quads   | Quads   | Autos                         | Autos | Autos   | Autos   | Trucks                                         | Trucks | Trucks  | Trucks  |
| Rang | Fahrer            | Marke      | Zeit       | Abstand    | Fahrer            | Marke  | Zeit    | Abstand | Fahrer                        | Marke | Zeit    | Abstand | Fahrer                                         | Marke  | Zeit    | Abstand |
| ---- | ----------------- | ---------- | ---------- | ---------- | ----------------- | ------ | ------- | ------- | ----------------------------- | ----- | ------- | ------- | ---------------------------------------------- | ------ | ------- | ------- |
| 1    | Joan Barreda Bort | Honda      | 2:25:31    | –          | Ignacio Casale    | Yamaha | 2:38:41 | –       | Carlos Sousa Miguel Ramalho   | Haval | 2:20:36 | –       | Airat Mardejew Aidar Beljajew Ayrat Israfilov  | KAMAZ  | 2:46:52 | –       |
| 2    | Marc Coma         | KTM        | 2:26:08    | + 0:37     | Marcos Patronelli | Yamaha | 2:39:02 | + 0:21  | Orlando Terranova Paulo Fiúza | Mini  | 2:20:47 | + 0:11  | Aleš Loprais Serge Bruynkens Radim Pustějovský | Tatra  | 2:47:02 | + 0:10  |
| 3    | Cyril Despres     | Yamaha     | 2:27:11    | + 1:40     | Lucas Bonetto     | Honda  | 2:39:58 | + 1:17  | Nasser Al-Attiyah Lucas Cruz  | Mini  | 2:21:23 | + 0:47  | Marcel van Vliet Marcel Pronk Artur Klein      | MAN    | 2:47:13 | + 0:21  |

### 2. Etappe
Das Team um Airat Mardejew, die Sieger der Truck-Wertung der ersten Etappe, überschlugen sich auf dieser Etappe. Das Team um Gerard de Rooy hatte daraufhin angehalten um den Verunglückten Erste Hilfe zu leisten. Dadurch verloren sie 23 Minuten, die ihnen später von der Rennleitung wieder gut geschrieben wurden. Das Team um Airat Mardejew blieb unverletzt, musste allerdings die Rallye aufgeben. Carlos Sousa und Miguel Ramalho, die Sieger der ersten Auto-Etappe, wurden nach einem Turboladerschaden zwar noch ins Biwak abgeschleppt, konnten zur dritten Etappe aber nicht mehr antreten, da der Schaden nicht repariert werden konnte.
| Rang | Motorräder               | Motorräder | Motorräder | Motorräder | Quads             | Quads  | Quads   | Quads   | Autos                                  | Autos  | Autos   | Autos   | Trucks                                         | Trucks | Trucks    | Trucks  |
| Rang | Fahrer                   | Marke      | Zeit       | Abstand    | Fahrer            | Marke  | Zeit    | Abstand | Fahrer                                 | Marke  | Zeit    | Abstand | Fahrer                                         | Marke  | Zeit      | Abstand |
| ---- | ------------------------ | ---------- | ---------- | ---------- | ----------------- | ------ | ------- | ------- | -------------------------------------- | ------ | ------- | ------- | ---------------------------------------------- | ------ | --------- | ------- |
| 1    | Sam Sunderland           | Honda      | 3:42:10    | –          | Marcos Patronelli | Yamaha | 4:40:37 | –       | Stéphane Peterhansel Jean-Paul Cottret | Mini   | 3:52:05 | –       | Gerard de Rooy Tom Colsoul Darek Rodewald      | Iveco  | 3:58:17 * | –       |
| 2    | Francisco López Contardo | KTM        | 3:42:49    | + 0:39     | Lucas Bonetto     | Honda  | 4:43:31 | + 2:54  | Carlos Sainz senior Timo Gottschalk    | SMG    | 3:52:51 | + 0:46  | Anton Schibalow Robert Amatych Almaz Khisamiev | KAMAZ  | 4:11:37   | + 13:20 |
| 3    | Joan Barreda Bort        | Honda      | 3:44:10    | + 2:00     | Rafał Sonik       | Yamaha | 4:45:34 | + 4:57  | Giniel de Villiers Dirk von Zitzewitz  | Toyota | 3:57:39 | + 5:34  | Marcel van Vliet Marcel Pronk Artur Klein      | MAN    | 4:13:26   | + 15:09 |

 * 23 Minuten Zeitgutschrift

### 3. Etappe
Der Vorjahres-Sieger und Führender der Quad-Wertung, Marcos Patronelli, musste die Rallye nach einem Unfall aufgeben. Er konnte noch rechtzeitig abspringen, bevor sein Quad einen Abhang hinunterstürzte und zerstört wurde. Ebenso musste der Vorjahres-Zweite der Motorrad-Wertung Ruben Faria nach einem Unfall aufgeben.
| Rang | Motorräder        | Motorräder | Motorräder | Motorräder | Quads           | Quads  | Quads   | Quads   | Autos                                   | Autos  | Autos   | Autos   | Trucks                                         | Trucks | Trucks  | Trucks  |
| Rang | Fahrer            | Marke      | Zeit       | Abstand    | Fahrer          | Marke  | Zeit    | Abstand | Fahrer                                  | Marke  | Zeit    | Abstand | Fahrer                                         | Marke  | Zeit    | Abstand |
| ---- | ----------------- | ---------- | ---------- | ---------- | --------------- | ------ | ------- | ------- | --------------------------------------- | ------ | ------- | ------- | ---------------------------------------------- | ------ | ------- | ------- |
| 1    | Joan Barreda Bort | Honda      | 3:47:03    | –          | Rafał Sonik     | Yamaha | 4:58:00 | –       | Nani Roma Michel Périn                  | Mini   | 2:58:52 | –       | Andrei Karginow Andrei Mokejew Igor Dewjatkin  | KAMAZ  | 3:21:29 | –       |
| 2    | Cyril Despres     | Yamaha     | 3:51:44    | + 4:41     | Ignacio Casale  | Yamaha | 5:01:50 | + 3:50  | Krzysztof Hołowczyc Konstantin Schilzow | Mini   | 2:59:59 | + 1:07  | Gerard de Rooy Tom Colsoul Darek Rodewald      | Iveco  | 3:24:11 | + 2:42  |
| 3    | Marc Coma         | KTM        | 3:53:59    | + 6:56     | Sergio Lafuente | Yamaha | 5:02:02 | + 4:02  | Leeroy Poulter Robert Howie             | Toyota | 3:02:11 | + 3:19  | Aleš Loprais Serge Bruynkens Radim Pustějovský | Tatra  | 3:26:23 | + 4:54  |

### 4. Etappe
Bei den Quads fuhr Ignacio Casale mit 7:15:31 auf dieser Etappe die schnellste Zeit. Rückwirkend wurden aber Sebastian Husseini, Rafał Sonik und Sergio Lafuente wegen eines Fehlers im Roadbook Zeit gutgeschrieben. Casale wurde daher mit 34:15 Rückstand auf Rang 4 geführt. Sam Sunderland, Sieger der zweiten Etappe in der Motorrad-Wertung, erlitt auf der Verbindungsstrecke einen Motorschaden und musste aufgeben.
| Rang | Motorräder               | Motorräder | Motorräder | Motorräder | Quads              | Quads  | Quads   | Quads   | Autos                                  | Autos | Autos   | Autos   | Trucks                                             | Trucks | Trucks    | Trucks  |
| Rang | Fahrer                   | Marke      | Zeit       | Abstand    | Fahrer             | Marke  | Zeit    | Abstand | Fahrer                                 | Marke | Zeit    | Abstand | Fahrer                                             | Marke  | Zeit      | Abstand |
| ---- | ------------------------ | ---------- | ---------- | ---------- | ------------------ | ------ | ------- | ------- | -------------------------------------- | ----- | ------- | ------- | -------------------------------------------------- | ------ | --------- | ------- |
| 1    | Juan Pedrero García      | Sherco     | 5:29:13    | –          | Sebastian Husseini | Honda  | 6:41:16 | –       | Carlos Sainz Timo Gottschalk           | SMG   | 5:20:32 | –       | Gerard de Rooy Tom Colsoul Darek Rodewald          | Iveco  | 6:06:40   | –       |
| 2    | Francisco López Contardo | KTM        | 5:29:42    | + 0:29     | Rafał Sonik        | Yamaha | 6:47:08 | + 05:52 | Stéphane Peterhansel Jean-Paul Cottret | Mini  | 5:26:36 | + 6:04  | Andrei Karginow Andrei Mokejew Igor Dewjatkin      | KAMAZ  | 6:08:41 * | + 2:01  |
| 3    | Marc Coma                | KTM        | 5:32:23    | + 3:10     | Sergio Lafuente    | Yamaha | 6:58:44 | + 17:28 | Nasser Al-Attiyah Lucas Cruz           | Mini  | 5:29:30 | + 8:58  | Eduard Nikolajew Jewgeni Jakowlew Wladimir Rybakow | KAMAZ  | 6:15:44   | + 9:04  |

 * 30 Sekunden Zeitstrafe

### 5. Etappe
Aus Sicherheitsgründen wurde die fünfte Etappe für die Motorräder gekürzt. Aufgrund der extremen Hitze musste der zweite Teil der Wertungsprüfung abgesagt werden. Somit zählten die Zeiten des ersten Teils als Endzeit dieser Etappe. Der belgische Motorradfahrer Eric Palante verunglückte auf dieser Etappe tödlich. Er wurde am nächsten Morgen von Rettungskräften leblos aufgefunden. Zwei argentinische Journalisten kamen ebenfalls ums Leben, nachdem sie mit ihrem Auto in eine ca. 100 Meter tiefe Schlucht gestürzt waren. Zwei weitere Insassen des Autos überlebten verletzt.
| Rang | Motorräder       | Motorräder | Motorräder | Motorräder | Quads           | Quads  | Quads     | Quads   | Autos                                 | Autos  | Autos   | Autos   | Trucks                                                | Trucks | Trucks  | Trucks  |
| Rang | Fahrer           | Marke      | Zeit       | Abstand    | Fahrer          | Marke  | Zeit      | Abstand | Fahrer                                | Marke  | Zeit    | Abstand | Fahrer                                                | Marke  | Zeit    | Abstand |
| ---- | ---------------- | ---------- | ---------- | ---------- | --------------- | ------ | --------- | ------- | ------------------------------------- | ------ | ------- | ------- | ----------------------------------------------------- | ------ | ------- | ------- |
| 1    | Marc Coma        | KTM        | 3:02:08    | –          | Sergio Lafuente | Yamaha | 4:53:48 * | –       | Nani Roma Michel Périn                | Mini   | 4:27:01 | –       | Dmitri Sotnikow Wjatscheslaw Misjukajew Andrey Aferin | KAMAZ  | 4:47:46 | –       |
| 2    | Jordi Viladoms   | KTM        | 3:15:02    | + 12:54    | Ignacio Casale  | Yamaha | 4:55:09 * | + 01:21 | Giniel de Villiers Dirk von Zitzewitz | Toyota | 4:31:21 | + 04:20 | Andrei Karginow Andrei Mokejew Igor Dewjatkin         | KAMAZ  | 4:50:42 | + 02:56 |
| 3    | Hélder Rodrigues | Honda      | 3:28:01    | + 25:53    | Pablo Copetti   | Yamaha | 5:04:48   | + 11:00 | Orlando Terranova Paulo Fiúza         | Mini   | 4:47:45 | + 20:44 | Gerard de Rooy Tom Colsoul Darek Rodewald             | Iveco  | 4:59:53 | + 12:07 |

 * 1 Stunde Zeitstrafe

### 6. Etappe
Nach einem Unfall musste der Drittplatzierte in der Motorrad-Wertung, Francisco López Contardo, die Rallye aufgeben. Er wurde leicht verletzt, als sein Motorrad in ein ausgetrocknetes Flussbett stürzte und schwer beschädigt wurde. Bei der Quad-Wertung wurde der Etappen-Vierte Ignacio Casale durch eine Zeitgutschrift nachträglich zum Etappensieger erklärt.
| Rang | Motorräder        | Motorräder | Motorräder | Motorräder | Quads           | Quads  | Quads   | Quads   | Autos                                  | Autos | Autos   | Autos   | Trucks                                           | Trucks | Trucks  | Trucks  |
| Rang | Fahrer            | Marke      | Zeit       | Abstand    | Fahrer          | Marke  | Zeit    | Abstand | Fahrer                                 | Marke | Zeit    | Abstand | Fahrer                                           | Marke  | Zeit    | Abstand |
| ---- | ----------------- | ---------- | ---------- | ---------- | --------------- | ------ | ------- | ------- | -------------------------------------- | ----- | ------- | ------- | ------------------------------------------------ | ------ | ------- | ------- |
| 1    | Alain Duclos      | Sherco     | 4:21:34    | –          | Ignacio Casale  | Yamaha | 4:44:08 | –       | Stéphane Peterhansel Jean-Paul Cottret | Mini  | 2:42:58 | –       | Pieter Versluis Jurgen Damen Henricus Schuurmans | MAN    | 1:52:55 | –       |
| 2    | Marc Coma         | KTM        | 4:22:49    | + 1:15     | Rafał Sonik     | Yamaha | 4:57:43 | + 13:35 | Nasser Al-Attiyah Lucas Cruz           | Mini  | 2:45:41 | + 2:43  | Andrei Karginow Andrei Mokejew Igor Dewjatkin    | KAMAZ  | 1:54:06 | + 1:11  |
| 3    | Joan Barreda Bort | Honda      | 4:23:56    | + 2:22     | Sergio Lafuente | Yamaha | 4:58:37 | + 14:29 | Orlando Terranova Paulo Fiúza          | Mini  | 2:48:18 | + 5:20  | Marcel van Vliet Marcel Pronk Artur Klein        | MAN    | 1:54:31 | + 1:36  |

### 7. Etappe
Am Vortag hatte starker Regen Teile der geplanten Route für Motorräder und Quads unpassierbar gemacht, weshalb die gezeitete Strecke um rund 100 km verkürzt wurde.
| Rang | Motorräder        | Motorräder | Motorräder | Motorräder | Quads              | Quads  | Quads   | Quads   | Autos                                  | Autos | Autos   | Autos   | Trucks                                                | Trucks | Trucks  | Trucks  |
| Rang | Fahrer            | Marke      | Zeit       | Abstand    | Fahrer             | Marke  | Zeit    | Abstand | Fahrer                                 | Marke | Zeit    | Abstand | Fahrer                                                | Marke  | Zeit    | Abstand |
| ---- | ----------------- | ---------- | ---------- | ---------- | ------------------ | ------ | ------- | ------- | -------------------------------------- | ----- | ------- | ------- | ----------------------------------------------------- | ------ | ------- | ------- |
| 1    | Joan Barreda Bort | Honda      | 3:28:41    | –          | Ignacio Casale     | Yamaha | 3:56:19 | –       | Carlos Sainz Timo Gottschalk           | SMG   | 4:43:28 | –       | Eduard Nikolajew Jewgeni Jakowlew Wladimir Rybakow    | KAMAZ  | 5:02:41 | –       |
| 2    | Marc Coma         | KTM        | 3:32:44    | + 4:03     | Sebastian Husseini | Honda  | 4:03:59 | + 7:40  | Nasser Al-Attiyah Lucas Cruz           | Mini  | 4:48:13 | + 4:45  | Dmitri Sotnikow Wjatscheslaw Misjukajew Andrey Aferin | KAMAZ  | 5:06:26 | + 3:45  |
| 3    | Cyril Despres     | Yamaha     | 3:34:46 *  | + 6:05     | Sergio Lafuente    | Yamaha | 4:04:57 | + 8:38  | Stéphane Peterhansel Jean-Paul Cottret | Mini  | 4:50:54 | + 7:26  | Gerard de Rooy Tom Colsoul Darek Rodewald             | Iveco  | 5:07:15 | + 4:34  |

 * 30 Sekunden Zeitstrafe

### 8. Etappe
| Rang | Motorräder        | Motorräder | Motorräder | Motorräder | Quads              | Quads  | Quads   | Quads   | Autos                                  | Autos | Autos   | Autos   | Trucks                                                | Trucks | Trucks  | Trucks  |
| Rang | Fahrer            | Marke      | Zeit       | Abstand    | Fahrer             | Marke  | Zeit    | Abstand | Fahrer                                 | Marke | Zeit    | Abstand | Fahrer                                                | Marke  | Zeit    | Abstand |
| ---- | ----------------- | ---------- | ---------- | ---------- | ------------------ | ------ | ------- | ------- | -------------------------------------- | ----- | ------- | ------- | ----------------------------------------------------- | ------ | ------- | ------- |
| 1    | Cyril Despres     | Yamaha     | 5:23:20    | –          | Ignacio Casale     | Yamaha | 6:18:47 | –       | Nasser Al-Attiyah Lucas Cruz           | Mini  | 2:32:57 | –       | Andrei Karginow Andrei Mokejew Igor Dewjatkin         | KAMAZ  | 2:53:32 | –       |
| 2    | Marc Coma         | KTM        | 5:25:35    | + 2:15     | Sebastian Husseini | Honda  | 6:27:25 | + 08:38 | Stéphane Peterhansel Jean-Paul Cottret | Mini  | 2:34:09 | + 1:12  | Gerard de Rooy Tom Colsoul Darek Rodewald             | Iveco  | 2:58:47 | + 5:15  |
| 3    | Joan Barreda Bort | Honda      | 5:25:59 *  | + 2:39     | Sergio Lafuente    | Yamaha | 6:34:12 | + 15:25 | Carlos Sainz Timo Gottschalk           | SMG   | 2:35:33 | + 2:36  | Dmitri Sotnikow Wjatscheslaw Misjukajew Andrey Aferin | KAMAZ  | 3:00:27 | + 6:55  |

 * 30 Sekunden Zeitstrafe

### 9. Etappe
Der viertplatzierte der Motorrad-Wertung, Alain Duclos, musste nach Motorproblemen die Rallye aufgeben. Das in der Auto-Wertung startende Duo Leeroy Poulter und Robert Howie verlor nach einem Überschlag über vier Stunden auf die Führenden und beschädigten ihr Auto schwer.
| Rang | Motorräder          | Motorräder | Motorräder | Motorräder | Quads              | Quads  | Quads   | Quads   | Autos                                  | Autos | Autos   | Autos   | Trucks                                             | Trucks | Trucks  | Trucks  |
| Rang | Fahrer              | Marke      | Zeit       | Abstand    | Fahrer             | Marke  | Zeit    | Abstand | Fahrer                                 | Marke | Zeit    | Abstand | Fahrer                                             | Marke  | Zeit    | Abstand |
| ---- | ------------------- | ---------- | ---------- | ---------- | ------------------ | ------ | ------- | ------- | -------------------------------------- | ----- | ------- | ------- | -------------------------------------------------- | ------ | ------- | ------- |
| 1    | Marc Coma           | KTM        | 4:48:48    | –          | Sebastian Husseini | Honda  | 5:46:01 | –       | Stéphane Peterhansel Jean-Paul Cottret | Mini  | 4:17:53 | –       | Andrei Karginow Andrei Mokejew Igor Dewjatkin      | KAMAZ  | 4:58:09 | –       |
| 2    | Cyril Despres       | Yamaha     | 4:54:33    | + 5:45     | Ignacio Casale     | Yamaha | 6:10:59 | + 24:58 | Nasser Al-Attiyah Lucas Cruz           | Mini  | 4:20:10 | + 02:17 | Gerard de Rooy Tom Colsoul Darek Rodewald          | Iveco  | 5:17:16 | + 19:07 |
| 3    | Juan Pedrero García | Sherco     | 4:57:48    | + 9:00     | Rafał Sonik        | Yamaha | 6:11:31 | + 25:30 | Nani Roma Michel Périn                 | Mini  | 4:29:29 | + 11:36 | Eduard Nikolajew Jewgeni Jakowlew Wladimir Rybakow | KAMAZ  | 5:26:56 | + 28:47 |

### 10. Etappe
Der viertplatzierte der Motorrad-Wertung, Jeremías Israel Esquerre, erlitt nach einem Unfall einen angebrochenen Arm und musste die Rallye beenden. Carlos Sainz und Timo Gottschalk, zu diesem Zeitpunkt auf Gesamtrang acht der Auto-Wertung, schieden ebenfalls aus, nachdem sie auf der Verbindungsetappe mit höherer Geschwindigkeit in einen Straßengraben stürzten und sich mehrfach überschlugen. Während Gottschalk unverletzt blieb, wurde Sainz zunächst im provisorischen Feldhospital des Biwaks behandelt. Kurz darauf gaben die Ärzte aber ebenfalls Entwarnung.
| Rang | Motorräder        | Motorräder | Motorräder | Motorräder | Quads           | Quads  | Quads   | Quads   | Autos                                  | Autos | Autos   | Autos   | Trucks                                         | Trucks | Trucks  | Trucks  |
| Rang | Fahrer            | Marke      | Zeit       | Abstand    | Fahrer          | Marke  | Zeit    | Abstand | Fahrer                                 | Marke | Zeit    | Abstand | Fahrer                                         | Marke  | Zeit    | Abstand |
| ---- | ----------------- | ---------- | ---------- | ---------- | --------------- | ------ | ------- | ------- | -------------------------------------- | ----- | ------- | ------- | ---------------------------------------------- | ------ | ------- | ------- |
| 1    | Joan Barreda Bort | Honda      | 4:42:14    | –          | Sergei Karjakin | Yamaha | 6:01:42 | –       | Nasser Al-Attiyah Lucas Cruz           | Mini  | 4:23:35 | –       | Aleš Loprais Serge Bruynkens Radim Pustějovský | Tatra  | 5:10:55 | –       |
| 2    | Hélder Rodrigues  | Honda      | 4:49:56    | + 7:42     | Ignacio Casale  | Yamaha | 6:03:31 | + 1:49  | Stéphane Peterhansel Jean-Paul Cottret | Mini  | 4:27:25 | + 03:50 | Andrei Karginow Andrei Mokejew Igor Dewjatkin  | KAMAZ  | 5:11:32 | + 0:37  |
| 3    | Cyril Despres     | Yamaha     | 4:51:40    | + 9:26     | Sergio Lafuente | Yamaha | 6:05:28 | + 3:46  | Nani Roma Michel Périn                 | Mini  | 4:37:20 | + 13:45 | Gerard de Rooy Tom Colsoul Darek Rodewald      | Iveco  | 5:17:05 | + 6:10  |

### 11. Etappe
Marc Coma setzte bei den Motorrädern mit 6:36:08 die schnellste Zeit, bekam aber nach einem Motorwechsel eine 15-minütige Zeitstrafe. Sergio Lafuente, der zweitplatzierte der Quad-Wertung, schied nach einem Motorschaden aus. Der Teamchef des X-raid Mini Teams, Sven Quandt, erließ vor der Etappe eine Stallorder. Alle Minis sollten ihre Position nun bis zum Ende der Rallye halten, obwohl Stéphane Peterhansel mit nur 2:15 Minuten Rückstand hinter Nani Roma noch gute Chancen auf den Sieg hatte.
| Rang | Motorräder     | Motorräder | Motorräder | Motorräder | Quads                        | Quads  | Quads   | Quads   | Autos                                 | Autos  | Autos   | Autos   | Trucks                                             | Trucks | Trucks  | Trucks  |
| Rang | Fahrer         | Marke      | Zeit       | Abstand    | Fahrer                       | Marke  | Zeit    | Abstand | Fahrer                                | Marke  | Zeit    | Abstand | Fahrer                                             | Marke  | Zeit    | Abstand |
| ---- | -------------- | ---------- | ---------- | ---------- | ---------------------------- | ------ | ------- | ------- | ------------------------------------- | ------ | ------- | ------- | -------------------------------------------------- | ------ | ------- | ------- |
| 1    | Cyril Despres  | Yamaha     | 6:38:59    | –          | Ignacio Casale               | Yamaha | 8:47:00 | –       | Orlando Terranova Paulo Fiúza         | Mini   | 5:58:00 | –       | Andrei Karginow Andrei Mokejew Igor Dewjatkin      | KAMAZ  | 6:22:32 | –       |
| 2    | Olivier Pain   | Yamaha     | 6:41:36    | + 2:37     | Víctor Manuel Gallegos Lozic | Honda  | 8:52:12 | + 05:12 | Nani Roma Michel Périn                | Mini   | 6:08:57 | + 10:57 | Eduard Nikolajew Jewgeni Jakowlew Wladimir Rybakow | KAMAZ  | 6:36:50 | + 14:18 |
| 3    | Jordi Viladoms | KTM        | 6:42:01    | + 3:02     | Mohammed Abu-Issa            | Honda  | 9:03:09 | + 16:09 | Giniel de Villiers Dirk von Zitzewitz | Toyota | 6:10:38 | + 12:38 | Gerard de Rooy Tom Colsoul Darek Rodewald          | Iveco  | 6:38:23 | + 15:51 |

### 12. Etappe
Joan Barreda Bort verlor auf dieser Etappe sehr viel Zeit. Sein Motorrad trug nach einem Sturz einen Lenkkopfschaden sowie einen Elektrikschaden und ein kaputtes Navigationsgerät davon. Er fiel dadurch vom zweiten auf den siebten Gesamtrang zurück. Trotz der Stallorder vom Vortag verlor Nani Roma durch einen Reifenschaden die Führung in der Gesamtwertung an Stéphane Peterhansel, der mit 26 Sekunden Vorsprung auf die letzte Etappe ging.
| Rang | Motorräder    | Motorräder | Motorräder | Motorräder | Quads              | Quads  | Quads   | Quads   | Autos                                  | Autos | Autos   | Autos   | Trucks                                             | Trucks | Trucks  | Trucks  |
| Rang | Fahrer        | Marke      | Zeit       | Abstand    | Fahrer             | Marke  | Zeit    | Abstand | Fahrer                                 | Marke | Zeit    | Abstand | Fahrer                                             | Marke  | Zeit    | Abstand |
| ---- | ------------- | ---------- | ---------- | ---------- | ------------------ | ------ | ------- | ------- | -------------------------------------- | ----- | ------- | ------- | -------------------------------------------------- | ------ | ------- | ------- |
| 1    | Cyril Despres | Yamaha     | 3:58:18    | –          | Ignacio Casale     | Yamaha | 5:05:08 | –       | Stéphane Peterhansel Jean-Paul Cottret | Mini  | 3:38:19 | –       | Gerard de Rooy Tom Colsoul Darek Rodewald          | Iveco  | 4:10:24 | –       |
| 2    | Marc Coma     | KTM        | 4:00:35    | + 2:17     | Sebastian Husseini | Honda  | 5:10:13 | + 05:05 | Nasser Al-Attiyah Lucas Cruz           | Mini  | 3:41:57 | + 3:38  | Andrei Karginow Andrei Mokejew Igor Dewjatkin      | KAMAZ  | 4:10:55 | + 0:31  |
| 3    | Olivier Pain  | Yamaha     | 4:04:11    | + 5:53     | Sergei Karjakin    | Yamaha | 5:22:21 | + 17:13 | Nani Roma Michel Périn                 | Mini  | 3:44:17 | + 5:58  | Eduard Nikolajew Jewgeni Jakowlew Wladimir Rybakow | KAMAZ  | 4:13:42 | + 3:18  |

### 13. Etappe
Um der gegebenen Stallorder zu genügen, nahm Stéphane Peterhansel auf der letzten Etappe Tempo heraus und wartete etwa 30 Kilometer vor dem Ziel fünf Minuten auf seinen Teamkollegen Nani Roma, um ihn vorbeiziehen zu lassen. In der Truck-Wertung konnte Andrei Karginow durch einen siebten Platz seine knappe Führung in der Gesamtwertung verteidigen.
| Rang | Motorräder        | Motorräder | Motorräder | Motorräder | Quads                        | Quads  | Quads   | Quads   | Autos                                   | Autos  | Autos   | Autos   | Trucks                                             | Trucks | Trucks  | Trucks  |
| Rang | Fahrer            | Marke      | Zeit       | Abstand    | Fahrer                       | Marke  | Zeit    | Abstand | Fahrer                                  | Marke  | Zeit    | Abstand | Fahrer                                             | Marke  | Zeit    | Abstand |
| ---- | ----------------- | ---------- | ---------- | ---------- | ---------------------------- | ------ | ------- | ------- | --------------------------------------- | ------ | ------- | ------- | -------------------------------------------------- | ------ | ------- | ------- |
| 1    | Joan Barreda Bort | Honda      | 1:59:44    | –          | Ignacio Casale               | Yamaha | 2:11:37 | –       | Giniel de Villiers Dirk von Zitzewitz   | Toyota | 1:57:07 | –       | Aleš Loprais Serge Bruynkens Radim Pustějovský     | Tatra  | 2:17:37 | –       |
| 2    | Olivier Pain      | Yamaha     | 2:00:24    | + 0:40     | Sebastian Husseini           | Honda  | 2:12:31 | + 0:54  | Krzysztof Hołowczyc Konstantin Schilzow | Mini   | 1:57:30 | + 0:23  | Gerard de Rooy Tom Colsoul Darek Rodewald          | Iveco  | 2:20:02 | + 2:25  |
| 3    | Hélder Rodrigues  | Honda      | 2:01:07    | + 1:23     | Víctor Manuel Gallegos Lozic | Honda  | 2:16:18 | + 4:41  | Wladimir Wassiljew Vitaliy Yevtyekhov   | Mini   | 1:57:48 | + 0:41  | Eduard Nikolajew Jewgeni Jakowlew Wladimir Rybakow | KAMAZ  | 2:20:30 | + 2:53  |

## Gesamtwertung
Die Endwertung der Rallye Dakar 2014. Von den 431 gestarteten Fahrzeugen kamen 205 ins Ziel, davon 78 Motorräder, 15 Quads, 62 Autos und 50 Trucks.

### Motorräder
| Rang | Nr. | Fahrer            | Marke  | Zeit     | Abstand   |
| ---- | --- | ----------------- | ------ | -------- | --------- |
| 1    | 2   | Marc Coma         | KTM    | 54:50:53 | –         |
| 2    | 4   | Jordi Viladoms    | KTM    | 56:43:20 | + 1:52:27 |
| 3    | 6   | Olivier Pain      | Yamaha | 56:50:56 | + 2:00:03 |
| 4    | 1   | Cyril Despres     | Yamaha | 56:56:31 | + 2:05:38 |
| 5    | 7   | Hélder Rodrigues  | Honda  | 57:02:02 | + 2:11:09 |
| 6    | 15  | Jakub Przygoński  | KTM    | 57:22:39 | + 2:31:46 |
| 7    | 3   | Joan Barreda Bort | Honda  | 57:44:54 | + 2:54:01 |
| 8    | 26  | David Gouët       | Honda  | 58:01:27 | + 3:10:34 |
| 9    | 19  | Štefan Svitko     | KTM    | 58:41:03 | + 3:50:10 |
| 10   | 9   | David Casteu      | KTM    | 58:49:02 | + 3:58:09 |

### Quads
| Rang | Nr. | Fahrer                       | Marke  | Zeit     | Abstand    |
| ---- | --- | ---------------------------- | ------ | -------- | ---------- |
| 1    | 251 | Ignacio Casale               | Yamaha | 68:28:04 | –          |
| 2    | 252 | Rafał Sonik                  | Yamaha | 72:01:53 | + 03:33:49 |
| 3    | 255 | Sebastian Husseini           | Honda  | 74:08:28 | + 05:40:24 |
| 4    | 263 | Mohammed Abu-Issa            | Honda  | 78:35:15 | + 10:07:11 |
| 5    | 268 | Víctor Manuel Gallegos Lozic | Honda  | 78:51:45 | + 10:23:41 |
| 6    | 276 | Jeremías González Ferioli    | Yamaha | 80:18:21 | + 11:50:17 |
| 7    | 296 | Sergei Karjakin              | Yamaha | 84:08:05 | + 15:40:01 |
| 8    | 258 | Daniel Mazzucco              | Can-Am | 86:15:52 | + 17:47:48 |
| 9    | 267 | Santiago Hansen              | Yamaha | 86:19:49 | + 17:51:45 |
| 10   | 266 | Daniel Domaszewski           | Honda  | 88:53:17 | + 20:25:13 |

### Autos
| Rang | Nr. | Fahrer                                  | Marke  | Zeit     | Abstand   |
| ---- | --- | --------------------------------------- | ------ | -------- | --------- |
| 1    | 304 | Nani Roma Michel Périn                  | Mini   | 50:44:58 | –         |
| 2    | 300 | Stéphane Peterhansel Jean-Paul Cottret  | Mini   | 50:50:36 | + 05:38   |
| 3    | 301 | Nasser Al-Attiyah Lucas Cruz            | Mini   | 51:41:50 | + 056:52  |
| 4    | 302 | Giniel de Villiers Dirk von Zitzewitz   | Toyota | 52:04:05 | + 1:19:07 |
| 5    | 307 | Orlando Terranova Paulo Fiúza           | Mini   | 52:12:42 | + 1:27:44 |
| 6    | 309 | Krzysztof Hołowczyc Konstantin Schilzow | Mini   | 54:40:40 | + 3:55:42 |
| 7    | 328 | Marek Dąbrowski Jacek Czachor           | Toyota | 56:19:23 | + 5:34:25 |
| 8    | 315 | Christian Lavieille Jean-Pierre Garcin  | Haval  | 56:20:48 | + 5:35:50 |
| 9    | 332 | Martin Kaczmarski Filipe Palmeiro       | Mini   | 57:43:10 | + 6:58:12 |
| 10   | 314 | Wladimir Wassiljew Vitaliy Yevtyekhov   | Mini   | 57:44:32 | + 6:59:34 |

### Trucks
| Rang | Nr. | Fahrer                                                | Marke | Zeit     | Abstand   |
| ---- | --- | ----------------------------------------------------- | ----- | -------- | --------- |
| 1    | 506 | Andrei Karginow Andrei Mokejew Igor Dewjatkin         | KAMAZ | 55:00:28 | –         |
| 2    | 501 | Gerard de Rooy Tom Colsoul Darek Rodewald             | Iveco | 55:03:39 | + 03:11   |
| 3    | 500 | Eduard Nikolajew Jewgeni Jakowlew Wladimir Rybakow    | KAMAZ | 56:35:20 | + 1:34:52 |
| 4    | 549 | Dmitri Sotnikow Wjatscheslaw Misjukajew Andrey Aferin | KAMAZ | 58:22:38 | + 3:22:10 |
| 5    | 545 | Anton Schibalow Robert Amatych Almaz Khisamiev        | KAMAZ | 59:37:53 | + 4:37:25 |
| 6    | 504 | Aleš Loprais Serge Bruynkens Radim Pustějovský        | Tatra | 60:04:29 | + 5:04:01 |
| 7    | 507 | Hans Stacey Detlef Ruf Bernard der Kinderen           | Iveco | 60:15:25 | + 5:14:57 |
| 8    | 510 | René Kuipers Moisès Torrallardona Jan van der Vaet    | MAN   | 61:31:36 | + 6:31:08 |
| 9    | 508 | Marcel van Vliet Marcel Pronk Artur Klein             | MAN   | 62:07:21 | + 7:06:53 |
| 10   | 516 | Pep Vila Roca Peter van Eerd Xavi Colomé Roqueta      | Iveco | 62:54:03 | + 7:53:35 |

## Zwischenfälle
Mit dem belgischen Motorradfahrer Eric Palante ist der 63. Todesfall in der Geschichte der Rallye Dakar zu beklagen. Er und zwei argentinische Journalisten kamen auf der fünften Etappe ums Leben.